# Kask m/1845 (artilleri)

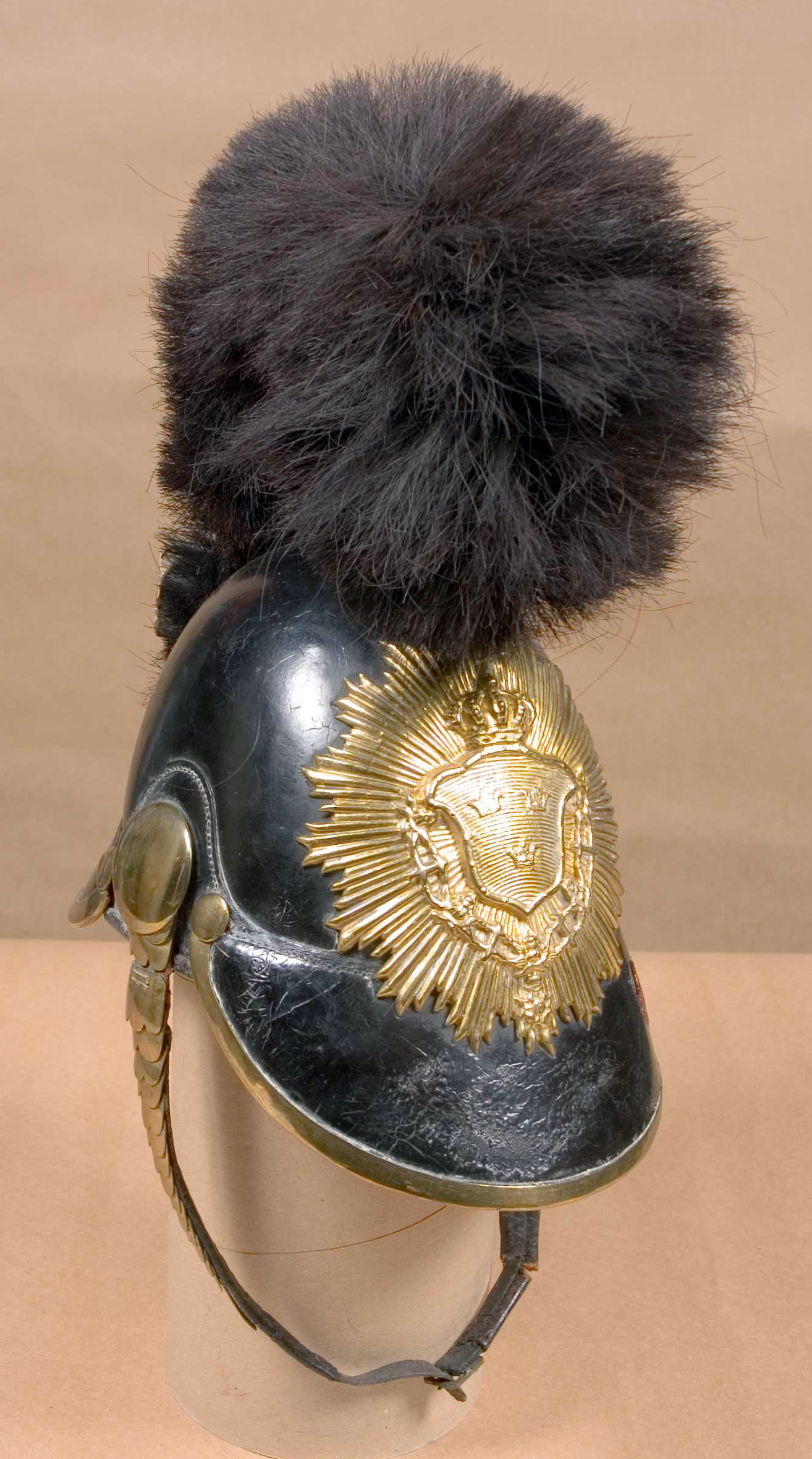
Kask m/1845 för manskap vid Göta artilleriregemente (A 2).

Kask m/1845 för artilleriet är en kask som har använts inom den svenska försvarsmakten (dåvarande krigsmakten).

## Utseende
Kask m/1845 är väldigt lik sin föregångare kask m/1827, men ännu mer lik den nya kask m/1845 för infanteriet. Bland annat är tagelliggaren nu mycket kortare än tidigare och på höger sida finns inte längre eldsflamman till granaten. En nyhet är däremot vapenplåten föreställande lilla riksvapnet. För officerare är denna även blåemaljerad.

## Användning
1845 fick artilleriet en helt ny uniform som även innefattade vapenrock m/1845 och långbyxor m/1845. Kasken stannade kvar vid artilleriet ända tills käppi m/1880 ersatte den.

## Fotografier

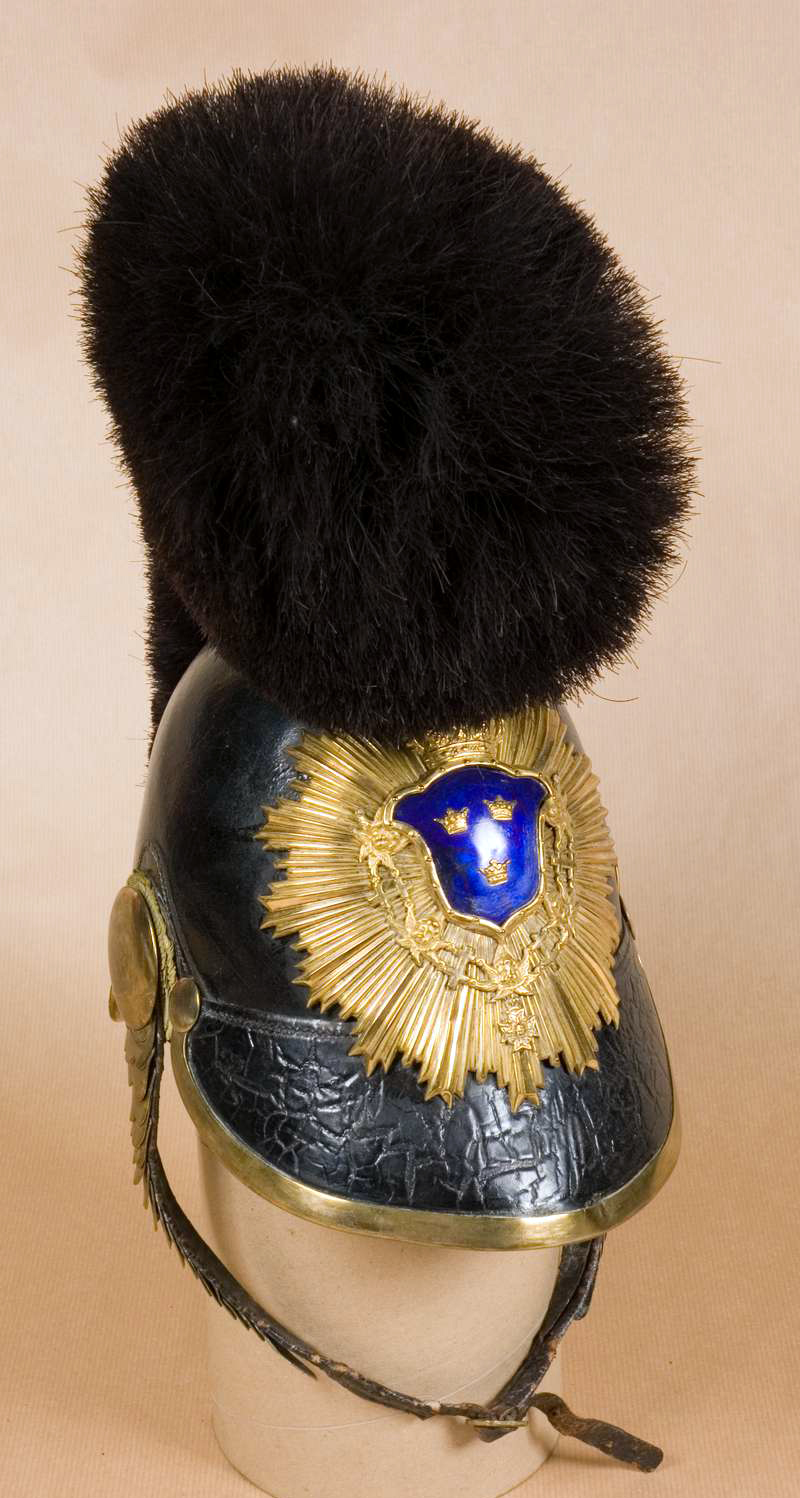
Kask m/1845 för officer vid Göta artilleriregemente (A 2).

### Webbkällor
1. 1 2  Hogman, Hans. ”Militaria”. Artilleriets uniformer. Arkiverad från originalet den 9 mars 2013. https://web.archive.org/web/20130309133404/http://www.algonet.se/~hogman/uniformer_armen_18.htm#Artilleriet_1840. Läst 21 september 2012.